# Tempestade tropical Erin (2007)
A tempestade tropical Erin foi o quinto ciclone tropical e a quinta tempestade a ser nomeada na Temporada de furacões no oceano Atlântico de 2007. Erin também foi o segundo sistema a atingir os Estados Unidos em 2007. A tempestade formou-se no Golfo do México em 14 de agosto de uma persistente área de convecção de ar. No dia seguinte, o sistema tornou-se uma tempestade tropical e em 16 de agosto, Erin atingiu a costa dos Estados Unidos, no Texas, perto de Port Aransas. O sistema persistiu sobre terra como depressão tropical e atravessou o Texas e atingiu Oklahoma. 18 mortes foram confirmadas após a passagem de Erin sobre o país e piorou os problemas com enchentes que o Texas vinha enfrentando anteriormente.

## História meteorológica

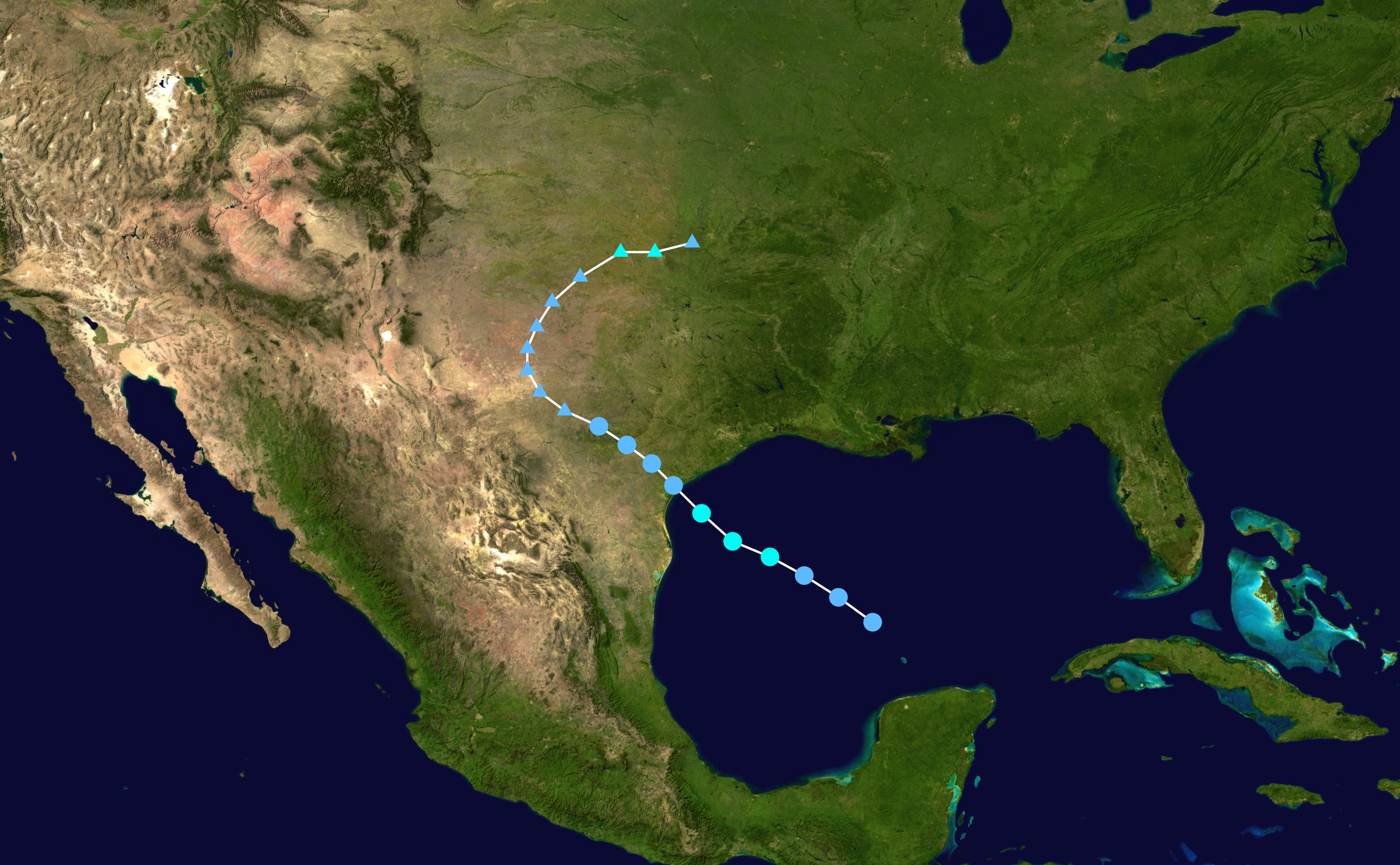
O caminho de Erin

Em 3 de Agosto, uma onda tropical deixou a costa ocidental da África. A onda cruzou o Oceano Atlântico. Em 9 de agosto, uma área de convecção de ar desenvolveu-se ao sul da Jamaica em associação a um cavado de baixa pressão. O sistema seguiu para oeste-noroeste e em 10 de agosto, o sistema consistia-se de uma grande área de baixa pressão, porém com pouca atividade de temporais. A convecção de ar intensificou-se em 11 de agosto e em 12 de agosto, a interação entre uma onda tropical de uma área de baixa pressão de altos níveis resultou numa grande área de temporais desorganizados entre a porção do Mar do Caribe e a porção central das Bahamas. Ventos de altos níveis gradualmente ficaram favoráveis para o desenvolvimento de ciclone tropical e em 13 de agosto, uma grande área de baixa pressão formou-se cerca de 145 km a norte-nordeste de Cancun, México. No final de 14 de agosto, um avião caçador de furacões sobrevoou o sistema e reportou uma pequena circulação de ar, mas naquela hora, esta circulação ainda não estava suficientemente definida para que fosse declarada um ciclone tropical. Entretanto, a convecção de ar manteve se perto do centro do sistema em fortalecimento. Às 03:00 UTC de 15 de agosto, o NHC classificou o sistema como depressão tropical Cinco cerca de 685 km a sudeste de Brownsville, Texas, Estados Unidos.
Nas horas seguintes após a formação da depressão, a tempestade estava desorganizada com um centro pouco definido e irregular. Localizado ao sul de uma crista de níveis altos e médios sobre o sul dos estados Unidos. O sistema seguia para oeste-noroeste, num meio favorável para o seu fortalecimento; um anticiclone de altos níveis formou-se sobre a porção central do Golfo do México e as águas estavam suficientemente quentes. O padrão de nuvens ficou mais bem definido, mantendo uma área bem definida de convecção de ar, bandas de tempestade em espiral e correntes de ar bem estabelecidas. Baseado em registros dos aviões caçadores de furacões, o NHC classificou a depressão  como a tempestade tropical Erin às 15:30 UTC de 13 de agosto, cerca de 400 km a leste de Brownsville, Texas, Estados Unidos. Assim que a tempestade continuava a seguir para noroeste, Erin continuou desorganizado e com força de tempestade tropical mínima. Ao meio-dia de 16 de agosto, Erin atingiu a costa do Texas, na Ilha de San Jose, próximo a Corpus Christi, assim que o sistema se enfraqueceu para depressão tropical. Três horas depois, o NHC parou de emitir avisos sobre Erin e a responsabilidade dos avisos sobre a depressão foi transferida para o Centro Hidrometeorológico de Previsões (HPC).

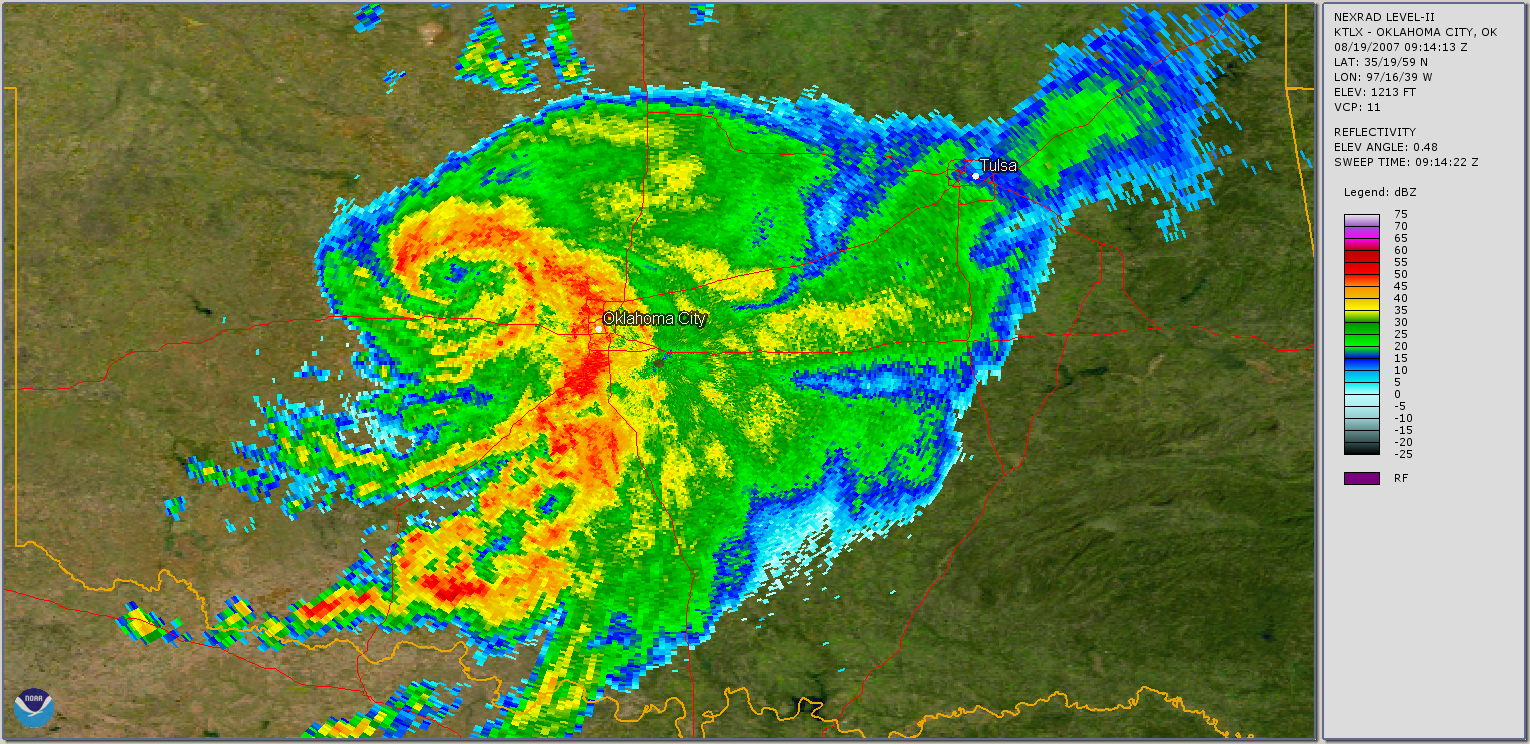
A depressão tropical Erin sobre Oklahoma, Estados Unidos, com uma estrutura semelhante a um olho.

Seguindo para noroeste, sobre o Texas, a depressão tropical Erin manteve uma área de convecção de ar perto de seu centro e bandas de tempestades dispersas que provocava chuvas moderadas a pesada. Em 17 de agosto, os ventos diminuíram para 30 km/h, com rajadas mais fortes. O sistema virou para norte-nordeste, enquanto as tempestades continuavam a giram em torno da depressão. Na madrugada de 19 de agosto, depois de chegar em Oklahoma, Erin de repente intensificou-se novamente, com ventos constantes chegando a 80 km/h. Neste momento, Erin estava próximo a Oklahoma City. O Escritório do Serviço Nacional de Meteorologia em Norman, Oklahoma observou que a depressão tinha se tornado uma tempestade tropical "sobre terra". Às 09:30 UTC do mesmo dia, o sistema apresentava uma estrutura semelhante a um olho de furacão, com bandas de tempestade espiraladas que produziam rajadas de ventos de 130 km/h. Entretanto, algumas horas depois, Erin começou a se enfraquecer novamente e no final de 19 de agosto, erin degenerou-se numa área de baixa pressão remanescente assim que a circulação de ar de superfície se dissipou sobre o nordeste de Oklahoma. A área de baixa pressão continuou sobre o sudeste do Kansas antes de dissipar, fornecendo umidade para um sistema frontal estendendo-se do o meio-oeste dos até a costa leste dos Estados Unidos.  A circulação de níveis médios remanescentes de erin moveu-se então sobre o Missouri, Kentucky e Virginia antes de perder sua identidade assim que ele moveu-se sobre o Oceano Atlântico.

## Preparativos
Imediatamente depois, que erin tornou-se um ciclone tropical, o NHC emitiu um alerta de tempestade tropical entre Freeport, Texas, até a fronteira dos Estados Unidos com o México. Ao mesmo tempo, o governo do México emitiu um alerta de tempestade tropical entre a fronteira e o Río San Fernando Pouco depois de Erin ter atingido força de tempestade tropical, o alerta foi substituído por um aviso de tempestade tropical no Texas. No final de 15 de agosto, o aviso foi estendido até  a passagem de San Luis, Texas; ao mesmo tempo, o alerta no México foi cancelado. Assim que erin atingiu a costa, o aviso foi cancelado e vários alertas e avisos de enchentes foram emitido para os condados no sudeste do Texas. Posteriormente, assim que Erin entrou em Oklahoma, os condados da região também estavam sob efeito de avisos e alertas de enchentes.
O governador do Texas, Rick Perry, ativou a Guarda Nacional local e mobilizou a Brigada de Emergência para a região que se esperava ser afetada pela tempestade. Era esperado que erin trouxesse enchentes para a região. A região já era considerada região de desastre natural desde 7 de agosto, devido a enchentes dispersas ao longo da bacia do Rio Nueces. esta área ainda estava inundada em 15 de agosto, um dia antes da chegada da tempestade. Em 15 de agosto, o preço do petróleo cru subiu para $74,01 dólares, devido ao medo de que Erin pudesse descontinuar a produção de petróleo na costa do Texas, combinada com o baixo estoque do óleo. Devido à ameaça da tempestade, a Shell retirou 188 trabalhadores de plataformas petrolíferas no noroeste do Golfo do México.

## Impactos

### Texas

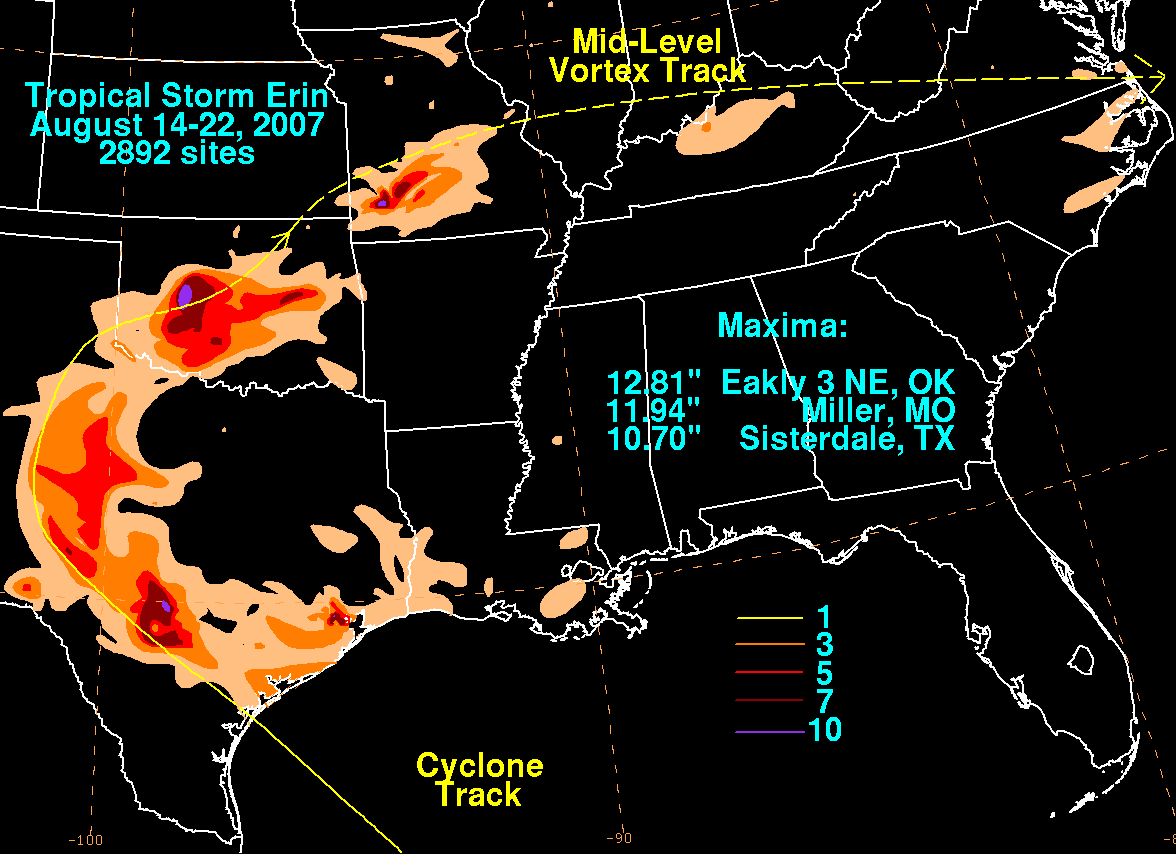
Precipitação total associada a Erin

Por volta do meio-dia de 15 de agosto, bandas de tempestade começaram a afetar a costa do Texas. Assim que atingiu a costa, a tempestade produziu fortes chuvas perto ou ao nordeste de sua trilha. Em Lockwood, foi registrado 280 mm de chuva. A passagem da tempestade provocou o transbordamento de rios na região de Houston, Texas. Sobre o sudeste do Texas, o ciclone gerou várias nuvens em funil e perto de Iah, Texas um tornado EF0 na Escala Fujita foi registrado. Os ventos não foram fortes sobre o estado; em Palacios o vento atingiu 55 km/h com um registro não oficial de 63 km/h em Jamaica Beach. Depois de atingir a costa, a tempestade provocou uma maré de tempestade mínima, chegando a 0,98 m acima do normal no Píer de Pleasure. Os danos causados por ressacas também foram mínimas.
Em Clear Lake City, A chuva forte causou o colapso de uma pequena mercearia, matando dois funcionários deste estabelecimento. A chuva também causou enchentes moderadas sobre porções do Condado de Harris; mais de 400 residências e 40 estabelecimentos foram alagados. Enchentes na Grande Houston pararam o serviço de metrô e fecharam várias rodovias estaduais. Uma pessoa afogou-se depois de dirigir numa área alagada. Várias pessoas precisaram de assistências e no Condado de Comal, um acidente de carro causou três fatalidades. A passagem da tempestade deixou temporariamente 20.000 pessoas sem eletricidade, embora a maioria das quedas de tensão fosse rapidamente restabelecida. Em San Antonio, um corpo foi achado. Outra pessoa morreu depois de dirigir numa rodovia alagada; ela foi arrastada pela enxurrada e no carro onde ela estava, outras quatro se salvaram. Em Sisterdale, duas pessoas morreram quando eles foram levados pela enxurrada. No Condado de Taylor, perto de Abilene, Texas, as enchentes provocaram a morte de uma pessoa e forçaram outras 1.000 a se retirarem.

### Oklahoma
Depois de seu inesperado refortalecimento sobre Oklahoma, danos dispersos também foram registrados por lá. Várias comunidades na porção central do estado foram alagadas devido às chuvas fortes. Em Watonga, Kingfisher e Geary foram os locais que foram mais duramente atingidos por Erin no estado; muitas casas de construções foram inundadas. Em Watonga, os ventos chegaram a 131 km/h, que danificou muitas árvores e linhas de transmissão. Toda a comunidade ficou sem eletricidade, assim como 15.00 pessoas na região metropolitana de Oklahoma City. Uma parte da rodovia estadual 40 também foi fechada.
Uma pessoa se afogou no seu porão em Fort Cobb e outra em Kingfisher. outra pessoa também foi encontrada morta depois da passagem de Erin em Seminole. Outras três pessoas foram achadas mortas depois de um acidente de carro provocado pelo tempo ruim perto de Carnegie. Outro acidente de carro fatal aconteceu no Condado de Okmulgee, mas é incerto se este acidente teve relação com a passagem da tempestade.

### Missouri
Embora a circulação de ar de superfície de Erin já tivesse se dissipado, a sua circulação de ar de médios níveis continuou intacto e provocou chuvas torrenciais em 20 de agosto. Em Miller, caiu 303,3 mm de chuva, a maior precipitação já registrada em associação a um ciclone tropical ou aos seus remanescentes, desde 1976.  Uma pessoa morreu em Sleeper quando ele dirigiu sobre áreas inundadas, que tinham arrastado uma ponte; ele estava pensando que a ponte estava lá, mesmo encoberto pela chuva.  Nove pessoas tiveram que ser resgatadas na Interestadual 44 devido às enchentes provocadas por Erin.

## Após a tempestade
Assim que Erin fortaleceu-se sobre terra em Oklahoma, surgiu muitas expectativas sobre a natureza de Erin. Segundo alguns meteorologistas, Erin voltou a ser uma tempestade tropical por um breve período de tempo sobre Oklahoma, o que seria algo inédito na história de monitoramento de ciclones tropicais. A demora da liberação do relato oficial sobre Erin (TCR) pelo Centro Nacional de Furacões (NHC) fez estas expectativas aumentarem.
Finalmente, em 7 de Abril de 2008, após sete meses depois da dissipação de Erin, o NHC liberou seu TCR sobre Erin. Segundo o NHC, Erin fortaleceu-se devido à presença de um cavado de onda curta de altos níveis. Sendo assim, Erin não pôde ser considerado um ciclone tropical sobre Oklahoma, pois a fonte de energia principal de um ciclone tropical são as águas quentes do oceano. Por não se enquadrar em nenhuma das classificações de ciclones enquanto estava sobre Oklahoma, o NHC designou Erin durante a intensificação sobre Oklahoma como simplesmente uma "área de baixa pressão".